# Собор Святого Афанасия (Митилини)
Собор Святого Афанасия (греч. Ο Ιερός Μητροπολιτικός Ναός Aγίου Aθανασίου) — кафедральный собор Митилинской митрополии Элладской Православной Церкви, находящийся в городе Митилини на острове Лесбос, Греция. Первое упоминание о соборе относится к 1707 году. В храме находятся мощи мученика Феодора Византийского, покровителя острова Лесбоса.

## История
Об истории собора известно очень мало. Наиболее ранние письменные свидетельства относятся к 1707 году, в котором упоминается об обновлении уже существующего собора. Тем не менее считается, что собор был построен в конце XVI - начале XVII века. Готическая колокольня построена в 1882 году и имеет высоту 33 метра.

## Описание собора
В архитектурном плане храм является крестово-купольной базиликой. Иконостас собора представляет собой один из самых прекрасных образцов поствизантийского искусства резьбы по дереву на острове Лесбос. Нижняя часть иконостаса украшена изображениями растительного и животного мира, а также другими символами. В этом же стиле выполнены престол с киворием и епископский трон, на котором указана дата — 6 мая 1738 года, что позволяет отнести выполнение всей резьбы по дереву к 1738 году. В 1900-1901 годах лесбосский иконописец Н. Кессанлис выполнил росписи собора под стиль эпохи Возрождения.
В центре храма изображён двуглавый орёл. Под ним находится крипта, которая с 1707 по 1783 год служила для захоронений митрополитов Митилини.
В иконостасе находится икона Иисуса Христа XVI века, привезённая из Малой Азии. С 1798 года в храме находятся мощи мученика Феодора Византийского, пострадавшего от турок в 1795 году.